# Demeter

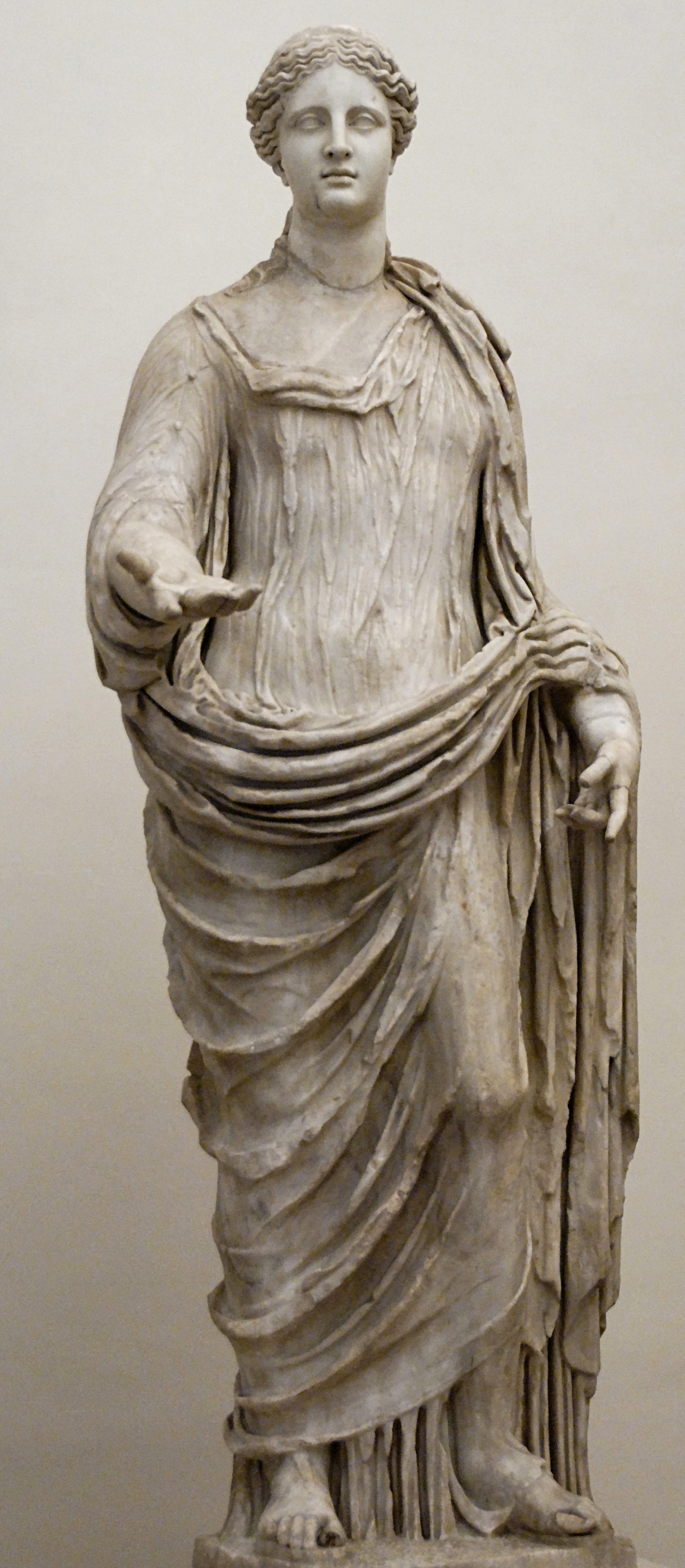
demeter

Demeter (także Demetra; stgr. Δημήτηρ, Δήμητρα Dēmḗtēr, Dḗmētra, łac. Ceres) – w mitologii greckiej bogini płodności ziemi, urodzaju, ziemi uprawnej, zbóż, rolnictwa; matka Kory-Persefony. Siostra Zeusa, Posejdona, Hadesa, Hestii i Hery. Miała z Zeusem córkę Korę-Persefonę. Córka Rei i Kronosa.

## Istota bóstwa

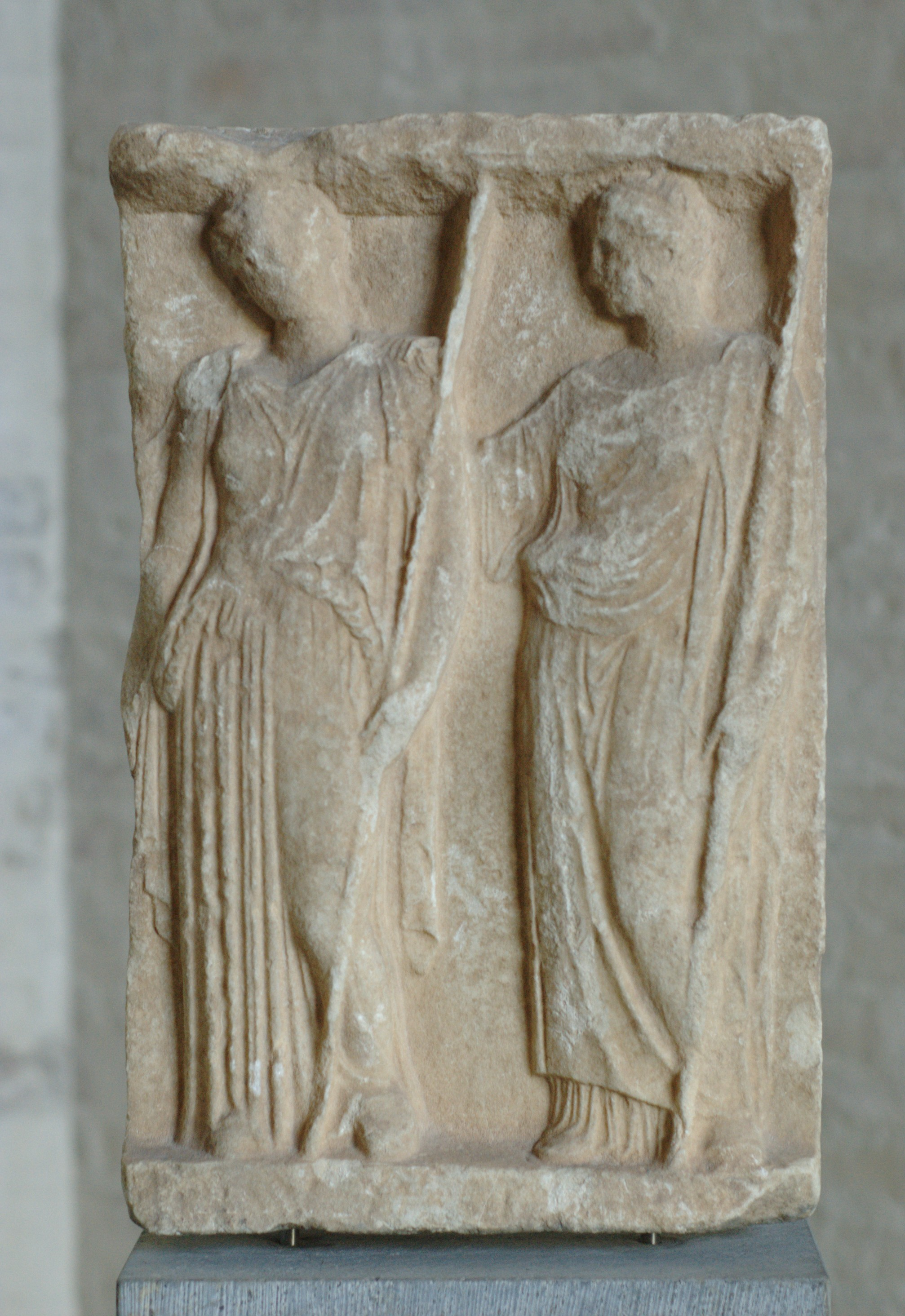
Demeter i Kore (V wiek p.n.e.)

Imię Demeter składa się z dwóch członów: „meter” μήτηρ mḗtēr oznacza matkę, zaś „de” δῆ dē̂ (w dialekcie doryckim δα da) to prawdopodobnie γῆ gē̂, czyli ‘ziemia’. Taka interpretacja nie jest pewna z powodu braku potwierdzenia w źródłach pisanych. Demeter była jednym z pradawnych bóstw przyrody. Była czczona nad Morzem Śródziemnym, a jej kult został włączony przez Greków do ich religii. Demeter była nazywana „panią ziarna”, „panią zbóż” (gr. (Σίτων) Πότνια (Sítōn) Pótnia). Była połączona z Kore („Dziewczyna”), swoją córką, dlatego mówiło się o bóstwie w liczbie podwójnej: τὼ Μεγάλα Θεά tṑ Megála Theá („dwie wielkie boginie”), τὼ Θέω tṑ Théō („dwa bóstwa”). Z czasem określono tożsamość córki Demeter, Persefony, której przypisano ojca, Zeusa.

## Demeter w starożytnych wierzeniach
Według Teogonii Hezjoda Demeter była drugim dzieckiem Kronosa i Rei, siostrą Hery, Hestii, Hadesa, Posejdona i Zeusa. Po urodzeniu została połknięta przez swego ojca, który według przepowiedni miał zostać pozbawiony władzy przez swojego potomka. Po tym, jak matka Demeter – Reja – podała Kronosowi napój wymiotny, Kronos wypluł połknięte potomstwo. Demeter została uwolniona przedostatnia. Zanim Zeus poślubił Herę, miał kilka wybranek, wśród których znalazła się Demeter. Według Teogonii została wybrana na kochankę po Metydzie, Temidzie i Eurynome. Ze związku Demeter i Zeusa urodziła się białoramienna Persefona.
Hymn Do Demeter z VII wieku p.n.e. zawiera opis porwania Persefony przez Hadesa i odzyskanie jej przez Demeter. Persefona została uprowadzona za przyzwoleniem Zeusa, jej ojca, przez swego wuja podczas zabawy z córkami Okeanosa (Oceanu). Prawdę o porwaniu wyjawił zrozpaczonej matce Helios, bóg słońca. Obrażona Demeter udała się do Eleusis, gdzie została przyjęta w pałacu Keleusa. Będąc w żałobie, przestała troszczyć się o urodzaje zbóż. Ziemię nawiedziła klęska głodu i ludzie zaprzestali składania ofiar bogom. Zeus nakazał Hadesowi zwracać matce Persefonę na sześć miesięcy w ciągu roku. Gdy córka powracała, uradowana Demeter przyozdabiała ziemię kwiatami, rozpoczynała się wiosna. Gdy Persefona musiała powracać do małżonka, na znak żałoby życie na ziemi zamierało.
Do opowieści o Demeter dodawane były w zależności od miejsca nowe szczegóły. Podczas wędrówki w poszukiwaniu córki Demeter przez jakiś czas przebywała w Sykionie, gdzie nauczyła mieszkańców uprawy roli i wynalazła młyn. Przypisywano jej rozpowszechnienie uprawy warzyw (bobu), drzew owocowych (drzewa figowego). Gościły ją pary królewskie Mysjos i Chrysantis w Argos oraz Trisaules i Damitales w Arkadii. Według jednego z opowiadań do Demeter zalecał się Posejdon. Bogini zamieniła się w klacz, żeby uniknąć zalotów. Posejdon jednak pokrył ją, przybierając postać ogiera. Z tego związku bogini urodziła konia Arejona i córkę Despojnę („Pani”).
W Odysei zawarta jest opowieść o małżeństwie Demeter i Iasjona, którego owocem był Plutos. Ponadto według innych mitów Demeter toczyła spór z Hefajstosem o Sycylię (spór wygrał Hefajstos, który w Etnie założył swoją kuźnię) oraz z Dionizosem o urodzajną w winorośl Kampanię.
Rzymianie około V wieku p.n.e. przejęli mit o Demeter i Persefonie, utożsamiając Demeter z Cererą, italską boginką urodzajów, a Persefonę z Prozerpiną. Według poetów łacińskich miejscem porwania Prozerpiny miała być Enna na Sycylii. Kult Cerery popularny był wśród plebejuszy. Na pamiątkę odzyskania córki przez matkę na dzień 12 kwietnia ustanowiono święto Cerialia lub Ceriales.

## Kult Demeter

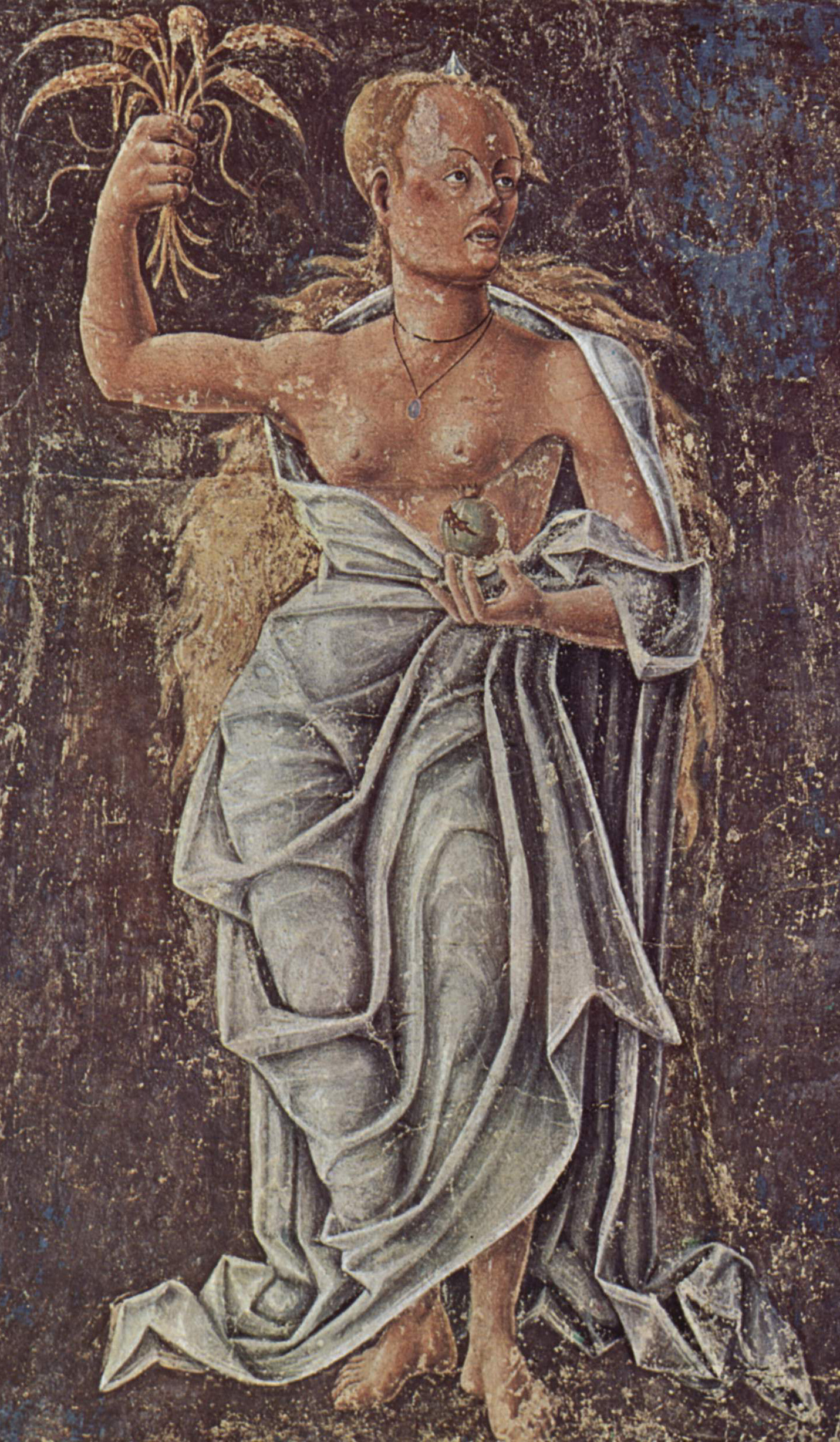
Fresk autorstwa włoskiego artysty, Cosme Tury, przedstawiający Demeter

Demeter była przedstawiana jako poważna kobieta z wieńcem kłosów na głowie. W ręku trzymała sierp, pochodnię lub kosz owoców. Bogini poświęcone były kłosy, mak, złotogłów, żuraw, złotogłowia. W ofierze składano jej zazwyczaj krowę, miód lub owoce (w Rzymie natomiast kłosy, snopy żyta i maciorę). Zachowały się liczne posągi, przedstawiające Demeter, nieraz posiadające wartości artystyczne (np. posąg z Cherchel z okresu klasycznego). Niekiedy Demeter i jej córce usługiwały Hory, boginie czasu.
Hymn do Demeter z opisem uprowadzenia Persefony przez Hadesa, opisuje wydarzenia, które stały się motywem przewodnim misteriów eleuzyjskich, odbywających się na cześć bogini. W IV wieku p.n.e. Izokrates przypisał jej dwa dary, którymi obdarowała Ateńczyków: umiejętność uprawy roli i odprawiania misteriów. Ci, którzy zdecydowali się poddać obrzędom wtajemniczenia, otrzymywali nadzieję na lepszą wieczność. Misteria odbywały się w sanktuarium Demeter, w Eleusis, nieopodal Aten. Dopiero Teodozjusz I Wielki w 391 roku zakazał kultów pogańskich, co położyło kres misteriom eleuzyjskim. W 396 roku pożar wzniecony przez wojska Alaryka strawił sanktuarium.